# Шнайдер, Рене (генерал)
Рене́ Шна́йдер Ше́ро (исп. René Schneider Chereau; 31 декабря 1913 года, Консепсьон, Чили — 25 октября 1970 года, Сантьяго, Чили) — чилийский военный деятель, Главнокомандующий Вооружёнными силами Республики Чили (1969—1970), противник вмешательства армии в политическую жизнь страны. Активно проводил линию на деполитизацию армии и неукоснительное соблюдение ею действовавшей Конституции 1925 года, получившую в его честь название «Доктрина Шнейдера».
Не поддерживал политику Президента Эдуардо Фрея, однако подавил направленный против него путч «Такнасо», поднятый ультраправыми заговорщиками во главе с генералом Роберто Вио. Во время президентских выборов 1970 года — воспрепятствовал попытке военного путча, направленного против избранного Президента страны Сальвадора Альенде.
25 октября 1970 года был убит при попытке похищения, осуществлённой агентами ЦРУ США во главе с Вио с целью срыва утверждения Альенде новым главой государства. Предполагалось, что похищение Главнокомандующего вынудит армию осуществить военный переворот, однако Шнайдер оказал вооружённое сопротивление и, вопреки отданным заговорщикам инструкциям, был расстрелян из автоматов. Убийство генерала сорвало план переворота, так как после его гибели командование ВС перешло к его соратнику Карлосу Пратсу, ещё большему противнику вмешательства Вооружённых сил в политическую жизнь страны.
Впоследствии, после рассекречивания американской стороной в 1975 году ряда ранее закрытых материалов, подробности участия сотрудников ЦРУ в описываемых событиях послужили предметом особого расследования комиссией Чёрча.

## Биография
Родился 31 декабря 1913 года в Консепсьоне. Потомок французских эмигрантов. Окончив мужскую среднюю школу, в феврале 1930 года поступил в военное училище, которое через три года окончил в звании подпоручика.
В 1935 году получил звание младшего лейтенанта, а в 1937 году − лейтенанта. В 1941 году его направили в военное училище в качестве офицера-инструктора. В 1944 году, получив звание капитана, он поступил в пехотное училище. В 1947 году поступил в Военную академию, где с 1950 года работал профессором тактики; в том же году он стал преподавателем в пехотном училище. В 1951 году получил звание майора и был назначен секретарем Военной академии.
В 1953−1954 годах был военным атташе в Вашингтоне. По возвращении в Чили был назначен в штаб 1-й дивизии.В 1956 году он стал секретарём военного училища, а в 1957 году вернулся преподавать в Военную академию. В том же году он получил звание подполковника, а в 1963-м полковника (одновременно приняв командование полком).
В 1963−1964 годах занимал пост военного атташе в Парагвае. В 1967 году был назначен начальником Военного училища. В следующем году ему было присвоено звание бригадного генерала, он сначала получил назначение начальником оперативного управления Генерального штаба армии, затем, в том же году, командиром 2-й дивизии, а с 1969 − командиром 5-й дивизии в Пунта-Аренасе.
В октябре 1969 года генерал Роберто Виа возглавил мятеж в артиллерийском полку Такна в Сантьяго. Это стоило поста тогдашнему главнокомандующему армией генералу Серхио Кастильо Арангуису. 27 октября 1969 года Р. Шнайдер был назначен новым главнокомандующим чилийской армии по так называемому «соглашению Такна» с президентом Эдуардо Фреем.

## «Доктрина Шнайдера»
В сентябре 1970 года в Чили намечались президентские выборы. Перспектива победы в выборах левого кандидата Сальвадора Альенде, вызывала раздражение в среде армейских офицеров, традиционно придерживавшихся правых взглядов и ненавидевших левых. Возникла реальная угроза военного путча после победы Альенде.
Главнокомандующий чилийской армии Р. Шнайдер, ставший дивизионным генералом, будучи жёстким сторонником нахождения армии вне политики, сделал всё возможное для предотвращения выступления военных. Ещё 8 мая 1970 года он заявил в интервью газете El Mercurio, касающемся сентябрьских выборов, что армия является гарантом проведения нормальных и честных выборов, и что тот, кто будет избран народом или большинством Конгресса (в случае, если ни один из кандидатов не наберет более 50 процентов голосов в 1-м туре), и должен занять пост президента. «Я настаиваю на том, что наша доктрина и миссия состоят в поддержке и уважении конституции страны». На совещании в Генеральном штабе 23 июля он заявил, что «вооружённые силы − это не путь к политической власти и не альтернатива этой власти. Они существуют, чтобы гарантировать регулярную работу политической власти. Использование силы для любых других целей, кроме её защиты, представляет собой государственную измену».
В сентябре 1970, после прошедших выборов, на которых социалист Сальвадор Альенде получил 36,61 % голосов, а праволиберал Хорхе Алессандри − 35,27%, Р. Шнайдер подтвердил, что «с юридической точки зрения, Национальный конгресс должен решить, кто из двоих станет будущим президентом Чили, и кого бы они там ни избрали, мы должны поддерживать его до последнего».
Эти его заявления и соответствующая позиция относительно роли Вооруженных сил в рамках действовавших демократических институтов, позже стали именоваться как «доктрина Шнайдера».

## Убийство генерала
Стало понятно, что пока Р. Шнайдер жив, устроить государственный переворот не удастся. Поэтому ЦРУ решило организовать его похищение. Это задание было доверено группе чилийских ультраправых (впоследствии активистов «Родины и свободы»), под руководством генерала Роберто Виа и ультраправого активиста Эдуардо Авилеса. Позже следствие установило причастность генерала Камило Валенсуэлы; генерала Альфредо Каналеса; адмирала Уго Тирадо, главнокомандующего флотом; генерала Хоакина Гарсия, генерального директора корпуса карабинеров Висенте Уэрты и ряда гражданских лиц. Комиссия Чёрча установила, что в период с 5 по 20 октября имел место 21 контакт агентов ЦРУ с ключевыми представителями чилийских вооруженных сил и карабинерами. Есть данные, что в курсе подготовки покушения был госсекретарь США Генри Киссинджер, против которого (а также против бывшего директора ЦРУ Ричарда Хелмса и военного атташе США в Чили в 1970 году, Пола Вимерта) в 2001 году семья Р. Шнайдера подавала жалобу в федеральный суд Вашингтона (Верховный суд США в постановлении от апреля 2006 года признал политическую, но не юридическую ответственность граждан США).
После нескольких неудачных попыток (позже установлено, что они имели место 16, 19 и 20 октября), 22 октября 1970 года, за 2 дня до заседания Конгресса, на котором должен был быть избран новый президент страны, произошла попытка похищения Р. Шнайдера. Примерно в 8:10 утра, когда он ехал на работу, автомобиль генерала был заблокирован в Сантьяго на пересечение улиц Америго Веспуччи и Мартина де Саморы четырьмя автомобилями, из которых выскочили вооружённые люди. Во время ожесточенной перестрелки Р. Шнайдер, оказавший вооружённое сопротивление, получил ранения в область селезенки, левое плечо и левое запястье. Заговорщики, поняв, что похищение не удалось, скрылись. В стране было объявлено чрезвычайное положение.
25 октября, на следующий день после инаугурации Сальвадора Альенде, в 7:50 утра генерал Р. Шнайдер скончался в военном госпитале. Следствие ограничилось выявлением генерала Роберто Виа как «интеллектуального автора нападения» (он был приговорён к 20 годам тюрьмы), его недолгим заключением (до сентября 1973 года) и высылкой в Парагвай, а также увольнением из армии ещё двух офицеров.
Преемником на посту главнокомандующего армией стал друг и единомышленник Р. Шнайдера, генерал Карлос Пратс, позже написавший в своих мемуарах:

Рене Шнайдер − надёжный друг. Обладая глубоким профессиональным призванием, его очевидный интеллект и здравый смысл, с которыми он справлялся с самыми сложными проблемами, давали чувство защищённости и уверенности в себе, что стимулировало солидарность тех, кто сотрудничал с ним в решении конкретных задач.
— Карлос Пратс, Мемуары: показания солдата (исп.), ISBN 956160129X
.

## Личные качества
Был известен среди своих друзей и коллег хорошим чувством юмора, простотой и дружелюбием. В 1948 году он отдал половину своего выигрыша в лотерею коллеге, у которого возникли финансовые проблемы.
На досуге увлекался живописью, тяготея к романтическому и импрессионистическому стилю. Некоторые из его полотен висели на стенах Военной академии. Он планировал посвятить себя этому занятию после ухода на пенсию.

## Личная жизнь
В 1941 году женился на Каролине Элизе дель Кармен Арсе Дюрандо, которая родила ему четырех детей (трех сыновей и одну дочь).

## Память
В родном городе генерала Шнайдера, в Консепсьоне, его именем названа площадь. В Копьяпо есть парк его имени.
В чилийских городах Антофагаста, Пуэрто-Монт, Ранкагуа, Калама, Кальдера, Лос-Андес, Линарес и Вальдивия, а также в коммунах Сан-Карлос, Чигуанте, Хуалпен, Кастро, Талка и Ренайко имеются улицы, названные в честь генерала.
Также его имя носят пожарная часть, школа и военный лагерь чилийской армии.